# Glenn Freemantle
Glenn Freemantle (* 20. Mai 1959 in Uxbridge, Vereinigtes Königreich) ist ein britischer Tonmeister und Tongestalter, der bei den 86. Academy Awards 2014 mit einem Oscar in der Kategorie Bester Tonschnitt für seine Arbeit in dem 3D-Weltraum-Thriller Gravity ausgezeichnet worden ist.

## Biografie
Freemantle begann im Alter von 16 Jahren eine Lehre als Sound-Editor. Die Filmbranche wählte er, da er nicht gut in der Schule war. Zunächst drehte er kleine Kurzfilme, was für ihn logisch war, da sein Vater in dieser Branche tätig war.
2009 wirkte Freemantle an Danny Boyles achtfach oscargekrönten romantischen Filmdrama Slumdog Millionär mit, für das er ebenfalls für einen Oscar nominiert war und einen BAFTA Award sowie einen Golden Reel Award erhielt. Mit Boyle arbeitete Freemantle 2010 für das biografische Abenteuerfilmdrama 127 Hours erneut zusammen. Der Film war in sechs Kategorien für einen Oscar nominiert. Freemantle erhielt eine Nominierung für einen BAFTA Award, einen Golden Reel Award, einen OFTA Film Award, einen Satellite Award sowie einen Critics Choice Award. Der 2013 veröffentlichte dramatische Sci-Fi-Thriller Gravity mit Sandra Bullock und George Clooney, der über 200 Auszeichnungen und zusätzlich 175 Nominierungen für Preise erhielt, gehört ebenfalls zu den Filmen, die zu Freemantles Schaffen gehören. Er erhielt für seine Arbeit in diesem Film einen Oscar, einen BAFTA Award, einen AMPS Feature Film Award, einen Gold Derby Award, einen INOCA, einen Golden Reel Award sowie weitere Auszeichnungen und Nominierungen. Ex Machina, ein Film von Alex Garland mit Alicia Vikander, stand 2014 auf dem Programm von Freemantle. Der Film erhielt mehr als 70 Auszeichnungen und 153 Nominierungen für Auszeichnungen. Freemantle war für einen Halfway Award in der Kategorie „Bester Ton“ nominiert.
Glenn Freemantle, der seit 1981 in der internationalen Filmindustrie tätig ist, wirkte an Filmen aus der ganzen Welt mit und arbeitete mit etlichen der bekanntesten Regisseure und Produzenten der Branche zusammen, so unter anderem mit Bernardo Bertolucci, Richard Eyre, Danny Boyle und Richard Curtis.
Die IMDb listet für ihn allein 167 Filmarbeiten im Sound Department.

## Filmografie (Auswahl)
- 1981: The Search for Alexander the Great (Fernseh-Miniserie, 4 Folgen)
- 1981: Dick Turpin (Fernsehserie, 5 Folgen)
- 1983: Yentl
- 1984: Charles Dickens’ Weihnachtsgeschichte (A Christmas Carol, Fernsehfilm)
- 1985: Legende (Legend)
- 1986: F/X – Tödliche Tricks (F/X)
- 1987: Creepshow 2
- 1987: Das Auge des Killers (White Of The Eye)
- 1987: Der Mann im Hintergrund (Someone to Watch Over Me)
- 1991: Nicht ohne meine Tochter (Not Without My Daughter)
- 1991: Hear My Song
- 1992: Wild West
- 1993: Little Buddha
- 1994: Backbeat
- 1995: Funny Bones – Tödliche Scherze (Funny Bones)
- 1995: Hackers – Im Netz des FBI (Hackers)
- 1996: Rosanna’s letzter Wille (Roseanna’s Grave)
- 1997: Spiceworld – Der Film (Spice World)
- 1997: 9½ Wochen in Paris (Another 9½ Weeks resp. Love in Paris)
- 1999: Plunkett & Macleane – Gegen Tod und Teufel (Plunkett & Mcleane)
- 1999: Wing Commander
- 1999: Human Traffic
- 1999: Mansfield Park
- 2000: The Beach
- 2000: Highlander: Endgame
- 2001: Bridget Jones – Schokolade zum Frühstück (Bridget Jones Diary)
- 2001: Das B-Team: Beschränkt und auf Bewährung (The Parole Officer)
- 2001: Iris
- 2002: Ali G in da House (Ali G Indahouse)
- 2002: Unsichtbare Augen (My Little Eye)
- 2002: 28 Days Later
- 2003: Johnny English – Der Spion, der es versiebte (Johnny English)
- 2003: Tatsächlich… Liebe (Love Actually)
- 2004: Thunderbirds
- 2004: Millions
- 2004: Bridget Jones – Am Rande des Wahnsinns (Bridget Jones – The Edge of Reason)
- 2005: Eine zauberhafte Nanny (Nanny McPhee)
- 2006: V wie Vendetta (V For Vendetta)
- 2006: The Abandoned – Die Verlassenen (Los Abandonados)
- 2007: Sunshine
- 2007: 28 Weeks Later
- 2007: Der Goldene Kompass (The Golden Compass)
- 2008: Wiedersehen mit Brideshead (Brideshead Revisited)
- 2008: Frontalknutschen (Angus, Thongs and Perfect Snogging)
- 2008: Slumdog Millionär (Slumdog Millionaire)
- 2008: New York für Anfänger (How to Lose Friends & Alienate People)
- 2009: An Education
- 2009: Agora – Die Säulen des Himmels (Agora)
- 2009: Harry Brown
- 2009: Lügen macht erfinderisch (The Invention of Lying)
- 2009: Everybody’s Fine
- 2010: Bruc – Napoleons blutige Niederlage (Bruc. La Ilegenda)
- 2010: Eine zauberhafte Nanny – Knall auf Fall in ein neues Abenteuer (Nanny McPhee and the Big Bang)
- 2010: Alles, was wir geben mussten (Never Let Me Go)
- 2010: 127 Hours
- 2011: Gnomeo und Julia (Gnomeo and Juliet)
- 2011: Der Adler der neunten Legion (The Eagle)
- 2011: Zwei an einem Tag (One Day)
- 2011: Shame
- 2011: Johnny English – Jetzt erst recht! (Johnny English Reborn)
- 2011: Will – Folge deinem Traum (Will)
- 2012: Die Frau in Schwarz (The Woman in Black)
- 2012: Dredd
- 2012: Quartett (Quartet)
- 2013: Trance – Gefährliche Erinnerung (Trance)
- 2013: Numbers Station (The Numbers Station)
- 2013: Gravity
- 2013: How I Live Now
- 2013: Die Bücherdiebin (The Book Thief)
- 2014: Vampire Academy
- 2014: A Long Way Down
- 2014: The Riot Club
- 2014: Die Entdeckung der Unendlichkeit (The Theory of Everything)
- 2014: Trash
- 2014: Paddington
- 2014: Black Sea
- 2015: Ex Machina
- 2015: Brooklyn – Eine Liebe zwischen zwei Welten (Brooklyn)
- 2015: Am grünen Rand der Welt (Far from the Madding Crowd)
- 2015: Eine Geschichte von Liebe und Finsternis (סיפור על אהבה וחושך / Sipur al ahava ve choshech)
- 2015: Hitman: Agent 47
- 2015: Steve Jobs
- 2015: Everest
- 2016: Legend of Tarzan (The Legend of Tarzan)
- 2016: Norman (Norman: The Moderate Rise and Tragic Fall of a New York Fixer)
- 2016: Bridget Jones’ Baby
- 2016: Ihre beste Stunde – Drehbuch einer Heldin (Their Finest)
- 2016: Phantastische Tierwesen und wo sie zu finden sind (Fantastic Beasts and Where to Find Them)
- 2017: T2 Trainspotting
- 2017: Der Stern von Indien (Viceroy’s House)
- 2017: Der weite Weg der Hoffnung (First They Killed My Father: A Daughter of Cambodia Remembers)
- 2017: Paddington 2
- 2018: 7 Tage in Entebbe (7 Days in Entebbe)
- 2018: Auslöschung (Annihilation)

## Auszeichnungen (Auswahl)
BAFTA Awards
- Gewinner: 2009: zusammen mit Resul Pookutty, Richard Pryke, Tom Sayers und Ian Tapp für Slumdog Millionär
- Gewinner: 2014: zusammen mit Skip Lievsay, Christopher Benstead, Niv Adiri und Chris Munro für Gravity

Nominiert:
- 1995: zusammen mit Chris Munro und Robin O’Donoghue für Backbeat
- 2011: zusammen mit Ian Tapp, Richard Pryke, Steven C. Laneri, Douglas Cameron für 127 Hours
- 2017: zusammen mit Niv Adiri, Simon Hayes, Andy Nelson, Ian Tapp für Phantastische Tierwesen und wo sie zu finden sind

Oscars
- Oscarverleihung 2009: nominiert zusammen mit Tom Sayers für Slumdog Millionär
- Oscarverleihung 2014: Gewinner mit dem Film Gravity

Satellite Awards
- 2013: Gewinner zusammen mit Chris Munro, Skip Lievsay, Niv Adiri mit Gravity

Nominiert:
- 2007: zusammen mit Mike Prestwood Smith, Mark Taylor für Der Goldene Kompass
- 2010: zusammen mit Steven C. Laneri, Douglas Cameron, Ian Tapp, Richard Pryke für 127 Hours

Motion Picture Sound Editors, USA
Gewinner des Golden Reel Award:
- 2009: zusammen mit Tom Sayers, Gillian Dodders, Hugo Adams, Lee Herrick, Niv Adiri, Ben Barker, Peter Burgis, Ricky Butt, Jack Stew für Slumdog Millionär
- 2014: zusammen mit Nicolas Becker, Niv Adiri, Ben Barker, Eilam Hoffman, Danny Freemantle, Hugo Adams für Gravity

Nominiert für den Golden Reel Award:
- 2004: zusammen mit Tom Sayers, Grahame Peters, Gillian Dodders für 28 Days Later
- 2010: zusammen mit Nina Hartstone, Niv Adiri, Ben Barker, Tom Sayers, Gillian Dodders, Hugo Adams, Andrea King, Jack Stew für An Education
- 2011: zusammen mit Nicolas Becker, Niv Adiri, Ben Barker, Jon Olive für 127 Hours
- 2013: zusammen mit Ben Barker, Danny Freemantle, Nina Hartstone für die biografische Dokumentation Marley
- 2014: zusammen mit Nina Hartstone, Emilie O’Connor, Gillian Dodders für Gravity
- 2015: zusammen mit Gillian Dodders, Paul Wrightson für Die Entdeckung der Unendlichkeit
- 2018: zusammen mit Ben Barker, Sven Taits, Danny Freemantle, Robert Malone, Eilam Hoffman, Robert Chen, Jens Rosenlund-Petersen, Lilly Blazewicz, Nick Freemantle, Peter Burgis, Jason Swanscott für Der weite Weg der Hoffnung

Goya (Filmpreis)
- 2010: Nominiert zusammen mit Peter Glossop für Agora – Die Säulen des Himmels

Premis Gaudí
- 2012: Nominiert zusammen mit Xavier Mas, Mike Dowson für Bruc – Napoleons blutige Niederlage

Critics’ Choice Movie Awards
- 2011: Nominiert zusammen mit Steven C. Laneri, Douglas Cameron, Ian Tapp, Richard Pryke für 127 Hours

CinEuphoria Awards
- 2014: Nominiert zusammen mit Charles Howell, Chris Lawrence, Tim Webber, Niv Adiri, Skip Lievsay für Gravity

Gold Derby Awards
- 2014: Gewinner zusammen mit Skip Lievsay, Christopher Benstead, Niv Adiri und Chris Munro für Gravity

Online Film & Television Association
- 2014: Gewinner für Gravity
- 2011: Nominiert zusammen mit Niv Adiri, Richard Pryke und Ian Tapp für 127 Hours

International Online Cinema Awards (INOCA)
- 2014: Gewinner für Gravity
- 2015: Nominiert für den Halfway Award mit dem Film Ex Machina

Hollywood Post Alliance, US
- 2014: Gewinner zusammen mit Skip Lievsay, Christopher Benstead und Niv Adiri für Gravity

Association of Motion Picture Sound (AMPS)
- 2014: Gewinner zusammen Chris Munro und Skip Lievsay für Gravity
- 2017: Nominiert zusammen mit Simon Hayes, Ian Voigt Amps, Andy Nelson und Niv Adiri für Phantastische Tierwesen und wo sie zu finden sind

International Music und Sound Awards
- 2015: Gewinner in der Kategorie „Bester Ton“ für Gravity